# Osvaldo Soriano

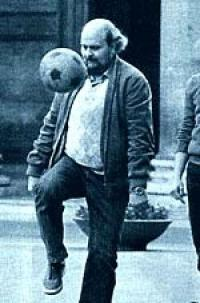
Osvaldo Soriano

Osvaldo Soriano (ur. 6 stycznia 1943 w Mar del Plata, zm. 29 stycznia 1997 w Buenos Aires) – argentyński pisarz i dziennikarz.
Bohaterami debiutanckiej powieści Triste, solitario y final uczynił Stana Laurela (popularnego filmowego Flipa) i Philipa Marlowe'a. W Polsce opublikowano ją pod tytułem Smutne, samotne i ostateczne, wydano także (w jednym tomie) dwa następne utwory Argentyńczyka. Pisarz opisuje w nich fikcyjne miasteczko Kolonia Vela, rozdzierane politycznymi konfliktami do czasu gdy pełną kontrolę nad nim przejmie wojsko. Skonstruowane na wzór farsy i pełne goryczy powieści ukazują dramat Argentyny w połowie lat 70. XX wieku.
W 1976, po dojściu wojskowych do władzy, Soriano wyemigrował do Europy. Przez kilka lat mieszkał w Belgii, by w 1984 osiąść w Paryżu. Za rządów junty wojskowej nie był wydawany w Argentynie. Na podstawie jego książek nakręcono 6 filmów.

## Twórczość
- Smutne, samotne i ostateczne (Triste, solitario y final 1973)
- Nie będzie więcej męki, nie będzie zapomnienia (No habra mas penas ni olvido 1979)
- Argentyńska serenada (Cuarteles de invierno 1981)
- Artistas, locos y criminales (1983)
- Rebeldes, soñadores y fugitivos (1987)
- A sus plantas rendido un león (1988)
- Una sombra ya pronto serás (1990)
- El ojo de la patria (1992)
- Cuentos de los años felices (1993)
- La hora sin sombra (1995)
- Fútbol (1998, zbiór tekstów o piłce nożnej)